# Sean Dawkins
Sean Dawkins (Red Bank, New Jersey; 3 de febrero de 1971 – San Jose, California; 9 de agosto de 2023) fue un jugador de fútbol americano estadounidense que jugó diez temporadas con seis equipos en la NFL en la posición de wide receiver.

## Carrera
A nivel universitario jugó para los California Golden Bears, con los que ganó el Copper Bowl en 1990, su primer título universitario desde 1938, el Citrus Bowl de 1991 y también fue nombrado All-American de manera unánime en 1992.
Fue seleccionado en la posición 16 del Draft de 1993 por los Indianapolis Colts y el segundo wide receiver del draft, clasificando a los playoffs de 1996 siendo eliminados por los Pittsburgh Steelers en la final de la AFC. Llegaría a los playoffs en dos ocasiones más con el equipo hasta que fue liberado en 1997.
En 1998 firma con los New Orleans Saints donde solo jugó una temporada, siendo contratado en 1999 por los Seattle Seahawks, equipo con el que estuvo cerca de las 1000 yardas totales en su primera temporada. En 2001 firma con los Jacksonville Jaguars y en 2002 firma con los Minnesota Vikings pero fue liberado antes de iniciar la temporada.

## Tras el retiro
Al retirarse trabajó en bienes raíces en Sacramento, California y después sería policía en San Jose, California. La causa de la muerte de Dawkins se debió a un paro cardíaco, según un comunicado de prensa de Cal Athletics.

## Estadísticas
| Año     | Equipo  | PJ  | Rec | Yardas | Prom. | Mayor | TD | FD  | Fum | Perdidos |
| ------- | ------- | --- | --- | ------ | ----- | ----- | -- | --- | --- | -------- |
| 1993    | IND     | 16  | 26  | 430    | 16.5  | 68    | 1  | 21  | 0   | 0        |
| 1994    | IND     | 16  | 51  | 742    | 14.5  | 49    | 5  | 35  | 1   | 1        |
| 1995    | IND     | 16  | 52  | 784    | 15.1  | 52    | 3  | 37  | 1   | 0        |
| 1996    | IND     | 15  | 54  | 751    | 13.9  | 42    | 1  | 39  | 1   | 1        |
| 1997    | IND     | 14  | 68  | 804    | 11.8  | 51    | 2  | 39  | 0   | 0        |
| 1998    | NO      | 15  | 53  | 823    | 15.5  | 64    | 1  | 40  | 2   | 2        |
| 1999    | SEA     | 16  | 58  | 992    | 17.1  | 45    | 7  | 51  | 1   | 1        |
| 2000    | SEA     | 16  | 63  | 731    | 11.6  | 40    | 5  | 42  | 0   | 0        |
| 2001    | JAX     | 16  | 20  | 234    | 11.7  | 28    | 0  | 11  | 1   | 0        |
| Carrera | Carrera | 140 | 445 | 6291   | 14.1  | 68    | 25 | 315 | 7   | 5        |

- Fuente:[5]